# Equazione di Steinhart-Hart
L'equazione di Steinhart-Hart è un modello matematico della resistenza elettrica di un semiconduttore al variare della temperatura.

È stata sviluppata da John S. Steinhart e Stanley R. Hart per essere usata con i termistori di tipo NTC dove fornisce una buona precisione.
L'equazione è:
{\displaystyle {1 \over T}=A+B\ln(R)+C[\ln(R)]^{3}}
dove:
- T è la temperatura (in kelvin)
- R è la resistenza (in ohm)
- A, B e C sono i coefficienti di Steinhart-Hart che variano a seconda del tipo e modello di termistore e il range di temperatura scelto.

Nella sua forma più generale l'equazione contiene anche il termine {\displaystyle [\ln(R)]^{2}}, ma tale coefficiente viene spesso trascurato perché è molto più piccolo degli altri.

## Uso dell'equazione
L'equazione è spesso utilizzata per ricavare una precisa temperatura di un termistore poiché fornisce una maggiore approssimazione della temperatura effettiva di equazioni più semplici ed è utilizzabile per l'intera gamma di temperature di lavoro del sensore.
I coefficienti di Steinhart–Hart sono di solito forniti dai costruttori di termistori.
Se i coefficienti di Steinhart-Hart non sono disponibili ma si possono fare tre misure accurate di resistenza e temperatura, i coefficienti si ricavano da un sistema di tre equazioni lineari.
Note le resistenze in tre punti R1, R2, R3 e le tre temperature corrispondenti (t1, t2, t3 espresse in Celsius (°C) il sistema diventa:
{\displaystyle {1 \over t_{1}+273,15}=A+B\ln(R_{1})+C(\ln(R_{1}))^{3}}
{\displaystyle {1 \over t_{2}+273,15}=A+B\ln(R_{2})+C(\ln(R_{2}))^{3}}
{\displaystyle {1 \over t_{3}+273,15}=A+B\ln(R_{3})+C(\ln(R_{3}))^{3}}
nelle tre incognite A, B e C.
Ponendo prima:
{\displaystyle L_{1}=\ln(R_{1})},
{\displaystyle L_{2}=\ln(R_{2})}
e
{\displaystyle L_{3}=\ln(R_{3})},
{\displaystyle Y_{1}={1 \over t_{1}+273,15}}
{\displaystyle Y_{2}={1 \over t_{2}+273,15}}
{\displaystyle Y_{3}={1 \over t_{3}+273,15}},
poi:
{\displaystyle \gamma _{2}={Y_{2}-Y_{1} \over L_{2}-L_{1}}}  e {\displaystyle \gamma _{3}={Y_{3}-Y_{1} \over L_{3}-L_{1}}}
seguono le soluzioni:
{\displaystyle \Rightarrow C=\left({\gamma _{3}-\gamma _{2} \over L_{3}-L_{2}}\right)\times \left({1 \over L_{1}+L_{2}+L_{3}}\right)}
{\displaystyle \Rightarrow B=\gamma _{2}-C\cdot (L_{1}^{2}+L_{1}\cdot L_{2}+L_{2}^{2})}
{\displaystyle \Rightarrow A=Y_{1}-(B+L_{1}^{2}\cdot C)\cdot L_{1}}

## L'equazione inversa
Per trovare la resistenza di un semiconduttore, nota la temperatura e i tre coefficienti (A, B e C), si deve usare la forma inversa dell'equazione di Steinhart-Hart.
Per risolvere l'equazione rispetto a R si osserva che essa è un'equazione di terzo grado con l'incognita ln (R).
{\displaystyle R=\exp \left({\sqrt[{3}]{x-{y \over 2}}}-{\sqrt[{3}]{x+{y \over 2}}}\right)}
dove:
{\displaystyle y={A-{1 \over T} \over C}}
{\displaystyle x={\sqrt {\left({B \over 3C}\right)^{3}+{y^{2} \over 4}}}}

## John S. Steinhart e Stanley R. Hart
L'equazione prende il nome da John S. Steinhart e Stanley R. Hart che per primi la pubblicarono nel 1968.
Il professor Steinhart (1929-2003), socio della American Geophysical Union (organizzazione non profit di geofisici statunitensi) e della American Association for the Advancement of Science, è stato un membro di facoltà dell'Università del Wisconsin-Madison nel periodo 1969-1991.
Il Dottor Hart, scienziato senior del Woods Hole Oceanographic Institution (organizzazione non profit privata di ricerca e istruzione superiore) dal 1989 e membro della Geological Society of America, dell'American Geophysical Union, della Geochemical Society e della European Association for Geochemistry, lavorava con il professor Steinhart al Carnegie Institution for Science (Washington) quando svilupparono l'equazione.